# Vernis de glissement
Les vernis de glissement sont des dispersions fines de lubrifiants solides ou d'huile dans un liant approprié, avec un solvant qui s'évapore et laisse un feuil très mince, quelques micromètres seulement, et très adhérent sur des surfaces spécialement préparées ou sur matériaux dits de frottement.
Ils forment une réserve plus importante que les lubrifiants solides adsorbés et assurent une bonne protection contre la corrosion. Le coefficient de frottement, de l'ordre de 0,04 si la pression est élevée, permet de remplacer la lubrification dans des ambiances particulières : vide poussé, radiations nucléaires, très basses ou très hautes températures, ambiances poussiéreuses, vitesses faibles...
La mise en œuvre sur l'acier comporte les opérations de dégraissage, sablage ou grenaillage, phosphatation. Sur l'acier inoxydable la phosphatation est remplacée par la gravure, comme sur l'aluminium que l'on peut aussi anodiser. Les caoutchoucs ou plastiques sont nettoyés aux solvants et les seconds subissent un sablage léger. L'application peut se faire au pinceau ou à la brosse, au rouleau, au trempé, par pulvérisation.
Les rugosités acceptables vont de 0,02 à 50 micromètres, l'optimum se situant entre 0,5 et 2. Les surfaces plus finies doivent être lubrifiées autrement.